# 티아고 알마다
티아고 에세키엘 알마다(스페인어: Thiago Ezequiel Almada, 2001년 4월 26일~)는 아르헨티나의 축구 선수로 포지션은 공격형 미드필더, 윙어이다. 현재 스페인 라리가의 아틀레티코 마드리드와 아르헨티나 축구 국가대표팀에서 활동하고 있다.
2022년 FIFA 월드컵에서 우승을 달성한 아르헨티나 대표팀의 일원이었으며 월드컵 우승을 달성한 첫 번째 메이저 리그 사커 현역 축구 선수이다.

## 구단 경력

### 벨레스 사르스피엘드
2006년부터 2018년까지 벨레스 사르스피엘드 유스팀에서 활동하다가 2018-19 시즌 중반 무렵 17세의 나이에 어린 나이에 1군팀에 데뷔했다. 2018년에는 영국의 일간지 가디언의 'NEXT GENERATION 2018'에 포함되기도 하며 국제적으로 가능성을 인정받았다.
그리고 데뷔 첫 2시즌동안 공식전 46경기 9골의 기록으로 팀의 2020년 코파 수다메리카나 진출을 이끌었다. 2020년 코파 수다메리카나에서도 8경기 4골을 터뜨려 팀의 4강 진출을 이끄는 등 잔여 2시즌동안에도 공식전 28경기 13골을 기록했다.

### 애틀랜타 유나이티드
2022 시즌을 앞둔 2022년 2월 9일 1600만 달러(약 170억원)의 이적료에 미국 메이저 리그 사커의 애틀랜타 유나이티드와 입단 계약을 체결했다. 2022 시즌에서는 공식전 31경기 7골을 기록하며 MLS 올해의 신인상을 수상했고 2023 시즌에서는 35경기 13골을 기록하면서 MLS 올스타, 베스트 11, 이달의 선수, 올해의 영플레이어상을 모두 휩쓸었다.

## 국가대표팀 경력
2019년 1월에 아르헨티나 U-20 대표팀 소속으로 칠레에서 열린 2018년 남미 U-20 선수권 대회에 참가했다. 그는 에콰도르와의 경기에서 1골을 넣었으며 대표팀은 준우승에 올랐다.
2021년 7월에는 일본 도쿄에서 열린 2020년 하계 올림픽에 아르헨티나 올림픽 대표팀 소속으로 참가했으며 이집트와 스페인과의 경기에 출전했다. 아르헨티나팀은 C조 3위를 하면서 토너먼트 진출에 실패했다.
2022년 9월에 처음으로 아르헨티나 대표팀에 발탁되었고 9월 23일 온두라스와의 친선 경기에서 국제 A매치 데뷔전을 치렀다. 같은 해 11월 카타르에서 열리는 2022년 FIFA 월드컵에 참가할 예정인 아르헨티나 대표팀에서 니콜라스 곤살레스와 호아킨 코레아가 부상으로 인해 이탈하자 앙헬 코레아와 함께 대체 선수로 발탁되었다. 본선 26인 엔트리에 합류한 뒤 폴란드와의 C조 조별리그 최종전에 알렉시스 마크 알리스테르의 교체 선수로 투입되었다. 알마다는 해당 경기에서 6분간 활동하며 미국 메이저 리그 사커 소속 선수로는 최초로 FIFA 월드컵 우승이라는 새로운 기록을 만들었다.
그리고 이듬해인 2023년 3월 홈에서 열린 파나마와의 친선 경기를 앞두고 대표팀에 소집되어 이 경기에서 A매치에 데뷔한지 반년만에 첫 골을 신고했다.

## 수상 및 주요 성적

#### 보타포구 FR
- 캄페오나투 브라실레이루 세리 A : 2024
- 코파 리베르타도레스 : 2024

#### 아르헨티나
- FIFA 월드컵 : 2022

### 개인 수상
- MLS 올해의 신인 : 2022
- MLS 올스타 : 2023
- MLS 베스트 11 : 2023
- MLS 이달의 선수 : 2023년 2월 / 3월
- MLS 올해의 영플레이어 : 2023
- 코파 리베르타도레스 대회의 팀 : 2024
- 남아메리카 올해의 팀 : 2024